# أرتينير ويرنر
أرتينير ويرنر (1 أغسطس 1940 - 9 ديسمبر 2020) سياسي برازيلي.

## السيرة الشخصية
شغل منصب نائب من 1979 إلى 1991. توفي فيرنر بسبب مرض كوفيد 19 في ديسمبر 2020.